# EMI
EMI Group Limited (ban đầu là một tên viết tắt của Electric and Musical Industries, còn được gọi là EMI Records Ltd. hay đơn giản là EMI) là một tập đoàn xuyên quốc gia của Anh được thành lập vào tháng 3 năm 1931 tại London. Vào thời điểm nó bị chia nhỏ năm 2012, đây là tập đoàn kinh doanh và hãng thu âm lớn thứ tư trong ngành công nghiệp âm nhạc, và là một trong những công ty thu âm "Big Four" (nay là " Big Three "). Các nhãn của nó bao gồm EMI Records, Parlophone, Virgin Records, và Capitol Records, hiện thuộc sở hữu của các công ty khác.
Công ty đã từng là một thành phần của Chỉ số FTSE 100, nhưng phải đối mặt với những rắc rối tài chính và số nợ 4 tỷ đô la Mỹ, dẫn đến việc Citigroup mua lại nó vào tháng 2 năm 2011  Quyền sở hữu của Citigroup là tạm thời, vì EMI đã thông báo vào tháng 11 năm 2011 rằng họ sẽ bán nhánh âm nhạc của mình cho Universal Music Group của Vivendi với giá 1,9 tỷ đô la và doanh nghiệp xuất bản của nó cho một tập đoàn Sony/ATV với giá khoảng 2,2 tỷ đô la. Các thành viên khác của tập đoàn Sony bao gồm bất động sản của Michael Jackson, The Blackstone Group và Mubadala Investment Company của Abu Dhabi. Các văn phòng của EMI tại Vương quốc Anh, Hoa Kỳ và Canada đều được tháo rời để trả nợ, nhưng trụ sở chính đặt bên ngoài các quốc gia đó vẫn hoạt động.
Công ty hiện thuộc sở hữu của Sony/ATV Music Publishing, bộ phận xuất bản âm nhạc của Sony Music, mà đã mua 70% cổ phần khác trong EMI Music Publishing.